# Dawit Bedinadze
Dawit Bedinadze (gruz. დავით ბედინაძე; ur. 5 lutego 1985) – gruziński zapaśnik walczący w stylu klasycznym. Olimpijczyk z Pekinu 2008, gdzie zajął szesnaste miejsce w kategorii 60 kg.
Mistrz świata w 2007 i drugi w 2006. Wicemistrz Europy w 2006 i brązowy medalista z 2005. Pierwszy w Pucharze Świata w 2008 i drugi w 2007. Trzeci na MŚ juniorów w 2003 roku.